# جاش سلیگ
جاش سلیگ (انگلیسی: Josh Selig؛ زادهٔ ۱۲ مهٔ ۱۹۶۴) است.
او بنیان‌گذار شرکت «لیتل ایرپلین پروداکشنز» در نیویورک است و تا کنون، ده مرتبه بابت مشارکت‌هایش در سسمی استریت، برندهٔ «جایزهٔ امی ساعات روز» شده‌است.